# John Carlson
John Carlson, född 10 januari 1990 i Natick i Massachusetts, är en amerikansk professionell ishockeyspelare som spelar i Washington Capitals i NHL.
John Carlson valdes av Capitals i den första rundan som 27:e spelare totalt i 2008 års NHL-draft och skrev på ett treårskontrakt med klubben den 13 november samma år. Han debuterade i laget den 21 november 2009 i en match mot Montreal Canadiens. Under sin första säsong med Capitals spelade han 22 matcher i NHL och tillbringade resten av säsongen i farmarlaget Hershey Bears i AHL.
Carlson har en guldmedalj med USA från JVM 2010. Han gjorde två mål i finalen, bland annat det avgörande målet i förlängningen, och blev uttagen till turneringens bästa lag.
2018 vann Carlson Stanley Cup med Washington Capitals sedan laget besegrat Vegas Golden Knights i finalserien med sammanlagt 4-1 i matcher.

## Statistik
USHL = United States Hockey League

### Klubbkarriär
| 2006–07    | Indiana Ice         | USHL       | 2   | 0  | 0   | 0   | 6   | —   | —  | —  | —  | —  |
| 2007–08    | Indiana Ice         | USHL       | 59  | 12 | 31  | 43  | 72  | 4   | 1  | 0  | 1  | 0  |
| 2008–09    | London Knights      | OHL        | 59  | 16 | 60  | 76  | 65  | 14  | 7  | 15 | 22 | 16 |
| 2008–09    | Hershey Bears       | AHL        | —   | —  | —   | —   | —   | 16  | 2  | 1  | 3  | 0  |
| 2009–10    | Hershey Bears       | AHL        | 48  | 4  | 35  | 39  | 26  | 13  | 2  | 5  | 7  | 8  |
| 2009–10    | Washington Capitals | NHL        | 22  | 1  | 5   | 6   | 8   | 7   | 1  | 3  | 4  | 0  |
| 2010–11    | Washington Capitals | NHL        | 82  | 7  | 30  | 37  | 44  | 9   | 2  | 1  | 3  | 4  |
| 2011–12    | Washington Capitals | NHL        | 82  | 9  | 23  | 32  | 22  | 14  | 2  | 3  | 5  | 8  |
| 2012–13    | Washington Capitals | NHL        | 48  | 6  | 16  | 22  | 18  | 7   | 0  | 1  | 1  | 4  |
| 2013–14    | Washington Capitals | NHL        | 82  | 10 | 27  | 37  | 22  | —   | —  | —  | —  | —  |
| 2014–15    | Washington Capitals | NHL        | 82  | 12 | 43  | 55  | 28  | 14  | 1  | 5  | 6  | 4  |
| 2015–16    | Washington Capitals | NHL        | 56  | 8  | 31  | 39  | 14  | 12  | 5  | 7  | 12 | 4  |
| 2016–17    | Washington Capitals | NHL        | 72  | 9  | 28  | 37  | 10  | 13  | 2  | 2  | 4  | 4  |
| 2017–18    | Washington Capitals | NHL        | 82  | 15 | 53  | 68  | 32  | 24  | 5  | 15 | 20 | 8  |
| NHL totalt | NHL totalt          | NHL totalt | 608 | 77 | 256 | 333 | 198 | 100 | 18 | 37 | 55 | 36 |
| AHL totalt | AHL totalt          | AHL totalt | 48  | 4  | 35  | 39  | 26  | 29  | 4  | 6  | 10 | 8  |

### Internationellt
| År            | Lag           | Turnering     | Matcher | Mål | Assists | Poäng | Utv | +/- |
| ------------- | ------------- | ------------- | ------- | --- | ------- | ----- | --- | --- |
| 2010          | USA           | JVM           | 7       | 4   | 3       | 7     | 4   | +8  |
| 2014          | USA           | OS            | 6       | 1   | 1       | 2     | 0   | +1  |
| 2016          | USA           | WC            | 2       | 0   | 0       | 0     | 0   | –3  |
| Junior totalt | Junior totalt | Junior totalt | 7       | 4   | 3       | 7     | 4   | +8  |
| Senior totalt | Senior totalt | Senior totalt | 8       | 1   | 1       | 2     | 0   | –2  |